# Peter Wilhelm Stein
Johann Peter Wilhelm Stein (* 21. Oktober 1795 in Trier; † 17. März 1831 ebenda) war ein deutscher Mathematiker und Lehrer in Trier. Er schrieb mehrere Schulbücher über Mathematik und hatte einen Ruf als Mathematikpädagoge.

## Leben
Stein wuchs zu jener Zeit in Trier auf, als dieses zu Frankreich gehörte. Von 1805 bis 1810 wurde der aus einfachen bürgerlichen Verhältnissen stammende Junge für seine Leistungen in den Fächern Latein, Französisch, Religion, Physik und Geometrie ausgezeichnet. Im Fach Mathematik bestand er schließlich den Wettbewerb um die Zulassung an die französischen Elitehochschulen (Concours pour l’admission) und konnte ein Studium an der École polytechnique in Paris aufnehmen. Ausgebildet für den französischen technischen Staatsdienst war er zunächst als Vermesser für die Armee tätig, bevor er zu Beginn des Jahres 1816 als Mathematiklehrer in seine Heimatstadt Trier zurückkehrte. Seine Veröffentlichungen zu den Themen Mathematik und Pädagogik stießen auf breite Beachtung. Seine Lehrbücher zur Arithmetik führten dazu, dass die Universität Bonn Stein 1829 die Ehrendoktorwürde verlieh.
Stein war zweimal verheiratet und hinterließ sechs Kinder.

## Unterrichtsstil
Zeitzeugen beschrieben Stein als strengen, begeisternden und zur Selbsttätigkeit anregenden Lehrer. So bezog er seine Schüler in den Unterricht aktiv ein und suchte Alternativen zum reinen Frontalunterricht. Er ließ seine Schüler eigenständig Lösungswege erarbeiten und regte deren selbsttätiges und selbständiges Arbeiten an. Auch verließ er das Schulgebäude mit den Klassen, um in der Natur zu messen, ging mit ihnen ins Freie und machte praktische Übungen. Ein Vorgehen, das in der ersten Hälfte des 19. Jahrhunderts im etablierten Schulbetrieb eher ungewöhnlich war. Auch die Schulbehörden wurden auf ihn aufmerksam. Sein früher Tod verhinderte jedoch ein breiteres Wirken.

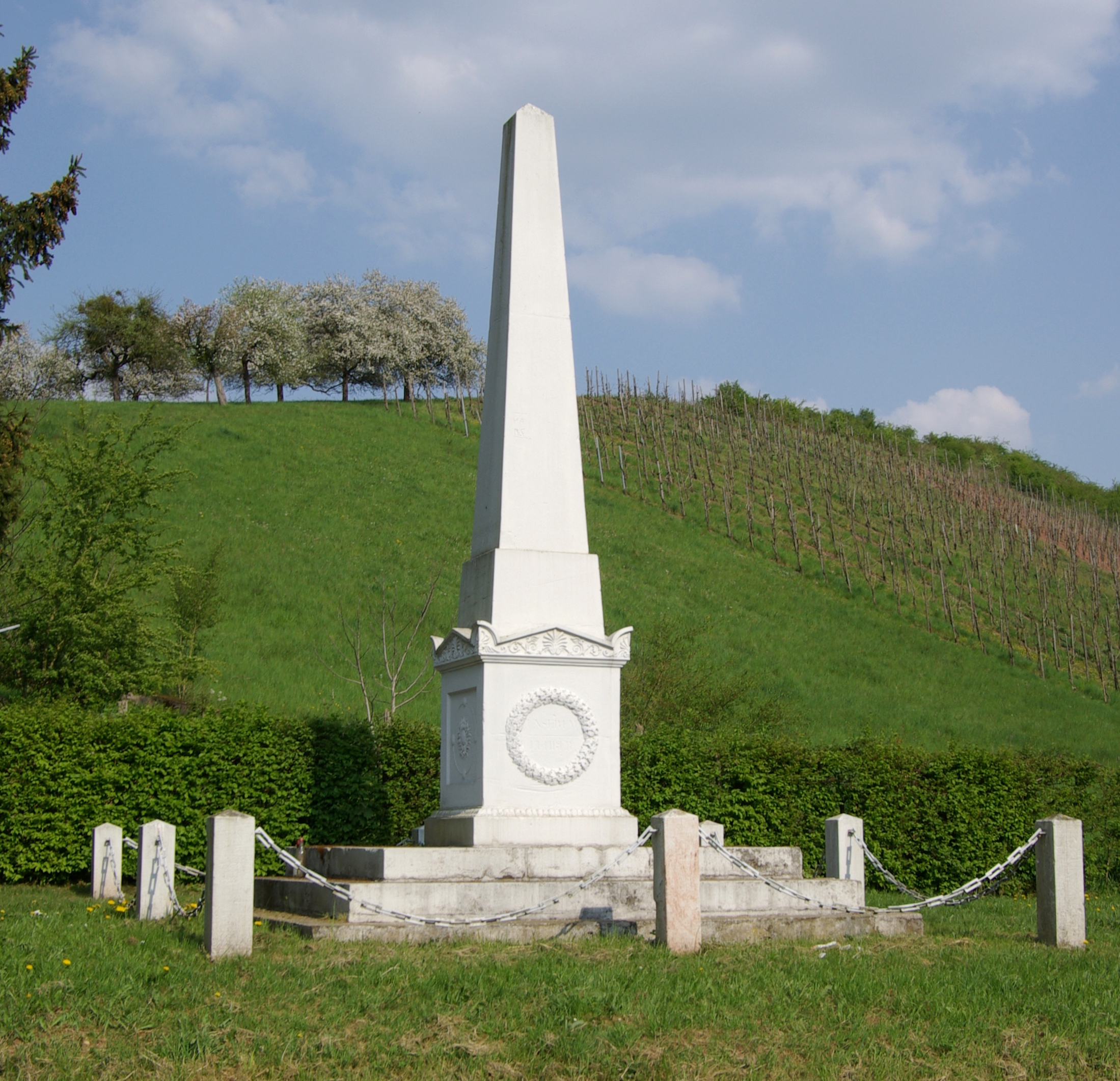
Das von seinen Schülern im Todesjahr errichtete Denkmal für Johann Peter Wilhelm Stein

## Denkmal
Für Stein wurde im Stadtteil Olewig ein Denkmal in Form eines Obelisken errichteten, welches vom Steinmetzmeister J. Seeberger geschaffen wurde und zu den Kulturdenkmälern in Trier-Olewig gehört.

## Schriften
- Geographische Trigonometrie. Mainz 1825.
- Die Elemente der Goniometrie und Trigonometrie: Kurz zusammengestellt. 1827.
- Anfangsgründe der Arithmetik und ihre Anwendungen im bürgerlichen Leben. 1829.
- Die Elemente der Algebra. 1828.